# Stephanie Szostak
Stephanie Szostak er en fransk – amerikansk skuespiller, der startede sin karriere i begyndelsen af 2000'erne. Hun har siden medvirket i The Devil Wears Prada og Dinner for Schmucks , samt optrådt i mange tv-serier som sæson 8 af Law & Order: Criminal Intent (2008) og sæson 6 af The Sopranos.
Szostak er halvt fransk og halvt-amerikansk og voksede op i forstæderne til Paris i Frankrig. Hun flyttede til USA for at studere virksomhed på The College of William & Mary i Williamsburg, Virginia. Efter endt uddannelse flyttede hun til New York og arbejdede for Chanel i markedsføring, men indså hurtigt, at hun var i det forkerte erhverv og skiftede til skuespil efter at have taget nogle kurser.

## External links
- Stephanie Szostak på Internet Movie Database (engelsk)
- Stephanie Szostak på Filmdatabasen
- Stephanie Szostak på Scope
- Stephanie Szostak på Svensk Filmdatabas (svensk)
- Stephanie Szostak på AlloCiné (fransk)
- Stephanie Szostak på AllMovie (engelsk)
- Stephanie Szostak på Turner Classic Movies (engelsk)
- Stephanie Szostak på Rotten Tomatoes (engelsk)
- Stephanie Szostak på TV Guide (engelsk)
- Stephanie Szostak på The Movie Database (engelsk)
- Screenrush article Arkiveret 13. januar 2022 hos  Wayback Machine
- Maxim.com: Stephanie Szostak Arkiveret 1. august 2010 hos  Wayback Machine